# Dionis Wasserburg
Dionis Wasserburg (vollständig Johann Dionysius Bernhard Wasserburg) (* 25. Oktober 1813 in Mainz; † 16. Juni 1885 ebenda) war ein deutscher Lithograf.

## Leben
Dionis Wasserburg war der Sohn von Andreas Wasserburg (1775–1853) und seiner Frau Dorothea geb. Bornemann, einer seiner Brüder war Philipp Wasserburg (1827–1897). Er erlernte in Mainz das Lithographen-Handwerk und ging im Herbst 1835 in die Schweiz, wo er in Neuchâtel Mitglied des örtlichen Clubs der politischen Handwerkerorganisation Junges Deutschland des Vormärz wurde. Im Juli 1836 wurde er nach Frankreich abgeschoben und nach London weitergeleitet. Dort heiratete er 1837 Sarah Louise Scheurer (* 24. Januar 1819 in London), die Tochter eines deutschen Kuchenbäckers. Er kehrte 1837 nach Mainz zurück, wo er 1838 einen lithographischen Betrieb eröffnete und bis zu seinem Tode führte. Er wechselte mehrfach die Wohnung. Er wurde auf dem Mainzer Hauptfriedhof begraben.

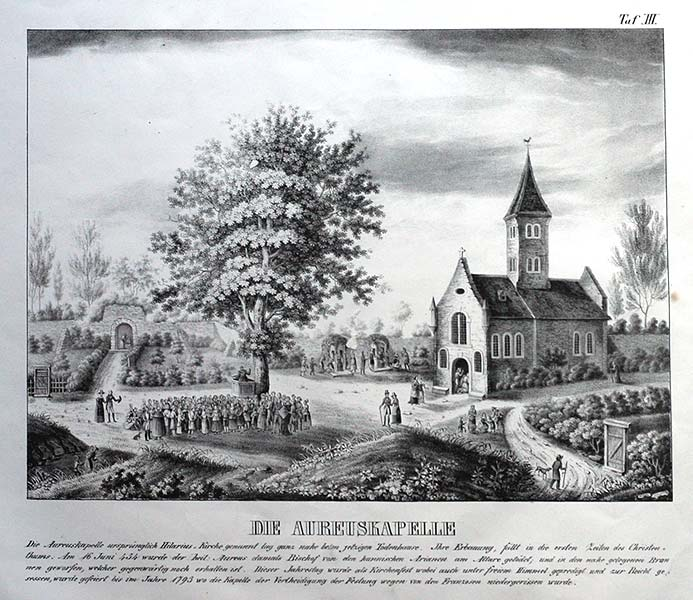
Tafel 3 Die Aureuskapelle

## Historische und architektonische Merkwürdigkeiten von Mainz
Sein Hauptwerk bildet das Werk Historische und architektonische Merkwürdigkeiten von Mainz in seiner Vorzeit und Gegenwart herausgegeben in der Lithographie von D. Wasserburg in 35 Lieferungen, Mainz 1842.
Die 35 großformatigen Tafeln gehen auf ältere Vorlagen zurück und zeigen größtenteils Bauten, die während der Französischen Revolution bzw. in der nachfolgenden napoleonischen Herrschaft zerstört bzw. abgerissen worden waren. Einige Lithographien wurden von anderen Lithographen ausgeführt, die für Wasserburg tätig waren: Pet. Calvi, J. C. Meyer, I. Nawratil. und H. Sturn.
Vollständige Exemplare des Werkes sind von großer Seltenheit, da die Ansichten im Kunsthandel meist einzeln verkauft werden.
| - Titelblatt und Register - Tafel I: Das Kaufhaus auf dem sogenannten Brand - Tafel II: Die Ruine der Liebfrauenkirche - Tafel III: Die Aureuskapelle - Tafel IV: Die Dompropstei - Tafel V: Die Stephanskirche - Tafel VI: Die Sebastianskirche - Tafel VII: Das Kloster St. Agneten - Tafel VIII: Der Großherzoglich Hessische Justizpalast - Tafel IX: Das Dahlheimer Kloster - Tafel X: Die Martinsburg - Tafel XI: Der Eichelstein - Tafel XII: Das Lustschloss Favorite - Tafel XIII: Die Kartause - Tafel XIV: Der „Mainzer Carrosch“ - Tafel XV: Die Fontaine Thetis in einer Grotte im Garten des Lustschloss Favorite - Tafel XVI: Der Dom von der Rheinseite - Tafel XVII: Die Schlosskapelle oder die St.-Gangolfs-Stiftskirche | - Tafel XVIII: Die Orangerie und die wasserreiche Kaskade im Garten des Lustschloss Favorite - Tafel XIX: Das Theater - Tafel XX: Ansicht des Doms im Jahr 1767 - Tafel XXI: Die Hl. Kreuz-Kirche - Tafel. XXII: Das Portal der Franziskanerkirche - Tafel XXIII: Der Fischturm - Tafel XXIV: Die Weißefrauenkirche - Tafel XXV: Die Fontäne des Pluton und Proserpin im Garten des Lustschloss Favorite - Tafel XXVI: Das alte Schloss - Tafel XXVII: Das Jakobsberger Kloster - Tafel XXVIII: Das Ritterstift St. Alban - Tafel XXIX: Der Holzturm - Tafel XXX: Prospekt einer Grotte im Garten des Lustschloss Favorite - Tafel XXXI: Die vormalige St. Peterskirche - Tafel XXXII: Der Speisesaal des Lustschloss Favorite - Tafel XXXIII: Die römische Wasserleitung - Tafel XXXIV: Die Hagenmünsterkirche - Tafel XXXV: Das St. Peter-Tor |

## Weitere Lithographien
- 1848: Die Mainzer Bürgerwehr vom März 1848 mit ihrem Kommandanten Franz Zitz und seinem Adjutanten Germain Metternich zu Pferde.[10]
- 1848 Karikatur Bischof Ketteler predigt im Mainzer Dom (Zuschreibung).[11]
- 1853: Streckenkarte der hessischen Ludwigsbahn von Mainz nach Worms und der projektierten Strecke von Worms nach Ludwigshafen
- um 1857/58: Explosion des Pulverturms 1857
- Karte von Mainz und dem Rheingau mit Ansichten bedeutender Gebäude in Mainz